# Ilsey Juber

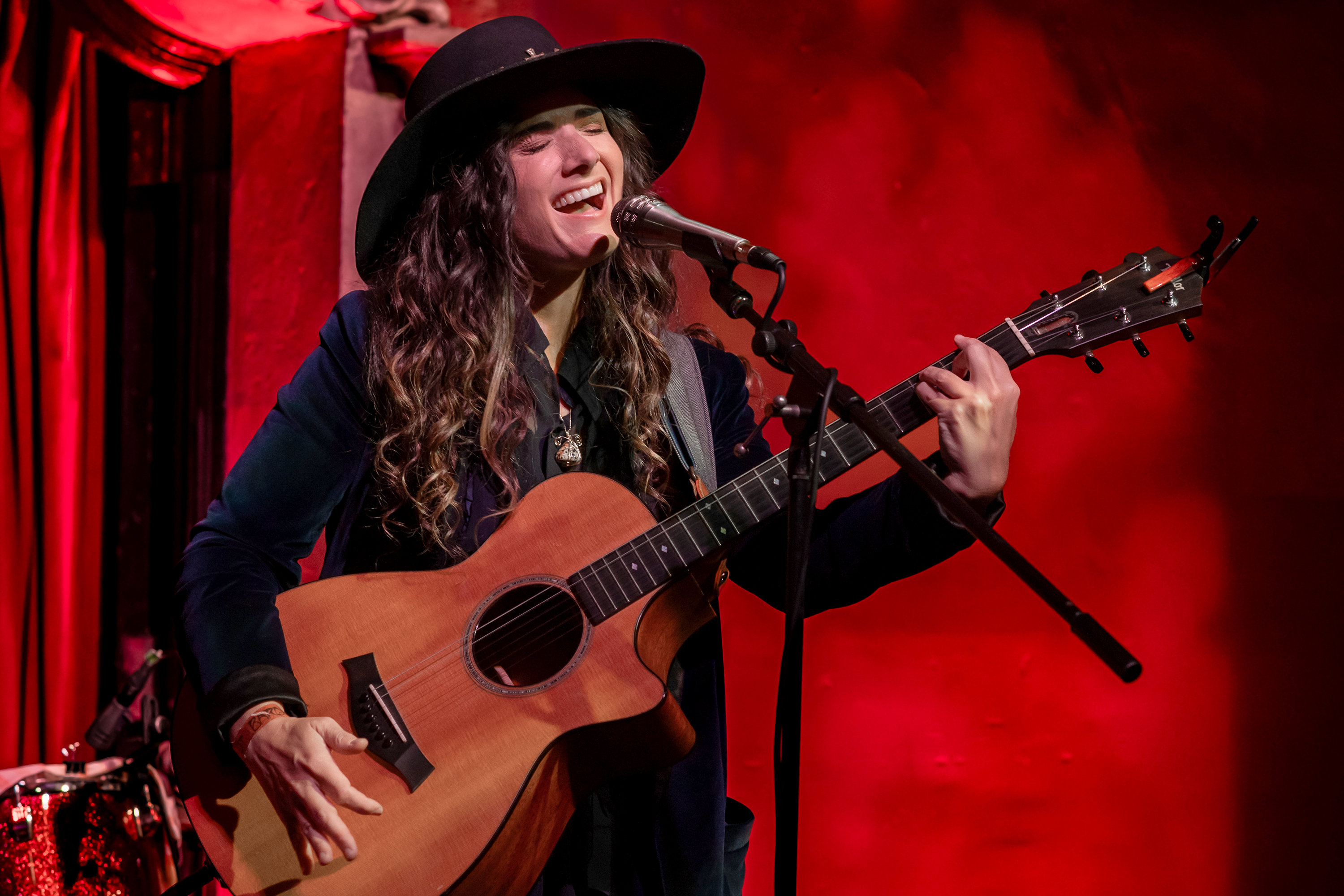
Ilsey Juber im Jahr 2023

Ilsey Anna Juber (geboren am 17. April 1986 in Los Angeles) ist eine amerikanische Sängerin und Songschreiberin aus Kalifornien.

## Werdegang
Juber ist die Tochter von Hope und Laurence Juber und die Schwester von Nico Juber. Ihr Vater war von 1978 bis 1981 Leadgitarrist der Band Paul McCartney and Wings und ist heute ein Fingerstyle-Sologitarrist. Jubers Großvater mütterlicherseits war Sherwood Schwartz, der amerikanische Fernsehproduzent hinter Gilligan's Island und The Brady Bunch. Sie wuchs in Studio City auf. Mit elf Jahren erlernte sie das Schlagzeug spielen, vier Jahre später komponierte sie erste Songs auf ihrer Akustikgitarre.
Obwohl sie anfänglich eine Karriere als Sängerin anstrebte, wandte sie sich schnell dem Songwriting zu und wurde dadurch ermutigt, dass einer ihrer Songs für Rihanna reserviert wurde, dieser wurde jedoch nie aufgenommen.
Erste Erfahrungen sammelte sie 2010, als sie auf dem Track Soldier von Stanley Clarke sang. Dieser Track war auf dem 2011 mit einem Grammy für das beste zeitgenössische Jazz-Album ausgezeichnetem Album The Stanley Clarke Band enthalten. 2013 schrieb und sang sie für den Weihnachtsfilm Eine Hochzeit zu Weihnachten das Lied Northern Lights.
Mitte der 2010er-Jahre war sie als Co-Autorin für Jennifer Lopez (Never Satisfied), Pitbull (Fireball), Major Lazer (Powerful featuring Ellie Goulding) und Beyoncé (All Night) tätig. Mit Jeff Bhasker zusammen schrie sie für Harry Styles Treat People with Kindness. Für Kaskade verfasste sie Disarm You, auf dem sie auch selbst sang.
2018 war sie Mitautorin von Mark Ronsons Nothing Breaks Like a Heart feat. Miley Cyrus und war auch an einem Großteil von Ronsons Album Late Night Feelings, beteiligt, auf dem sie auch den Track Spinning sang. In diesem Jahr gewann Juber zwei BMI Awards für ihre Arbeit als Co-Autorin von Mercy von Shawn Mendes und In the Name of Love von Martin Garrix und Bebe Rexha.
Im Jahr 2020 arbeitete sie an Midnight Sky sowie an zwei weiteren Songs von Cyrus' Album Plastic Hearts mit. Am 3. Oktober erreichte Midnight Sky Platz 11 der Billboard's Adult Top 40. Cyrus performte Jubers Song live bei den MTV Video Music Awards 2020. Außerdem war Juber Co-Autorin von All Night von Beyoncé und High Hopes von Panic! at the Disco, das Platz 1 der US Hot AC, Alternative und Top 40 Radio Charts erreichte. Später im Jahr 2020 schrieb Juber This Is Us für Jimmie Allen und Noah Cyrus, die ihr Duett bei den CMT Music Awards 2020 aufführten. Weitere Beiträge waren Luke Grimes Hold on, She Loves Control von Camila Cabello, Ocean von Martin Garrix featuring Khalid, Rita Oras Let You Love Me, Robin Schulz’ Headlights, bei beiden Liedern sang sie auch. Weiterhin war sie an dem gesamten Lykke-Li-Album So Sad So Sexy beteiligt.
Sie steht bei Sony/ATV Music Publishing unter Vertrag.
2023 erschien ihr Debütalbum From the Valley. Hierauf ist sie mit Duettpartner Justin Vernon von der US-amerikanischen Band Bon Iver mit einer Coverversion von Neil Youngs Heart of Gold zu hören. Stimmlich erinnert sie an Stevie Nicks.